# Войтюк Дмитро Вікторович
Дмитро Вікторович Войтюк (1993—2023) — молодший лейтенант збройних сил України, учасник російсько-української війни, майстер спорту України з хортингу, боксер.

## Життєпис
Народився 3 січня 1993 року в місті Сарни Рівненської області. Після школи навчався у Сарненському професійному аграрному ліцеї.
У 2013—2016 роках навчався у Національному університеті біоресурсів і природокористування України.
Активно займався спортом, став майстром спорту з українського національного виду єдиноборств — хортингу, а також тренувався у колишнього чемпіона світу з боксу за версією WBA Юрія Нужненка.
З початком повномасштабного російського вторгнення долучився до лав ТрО, був спочатку командиром відділення, згодом командиром взводу.
Загинув 3 червня 2023 року поблизу населеного пункту Дачне Донецької області.

## Нагороди
- Орден Богдана Хмельницького III ступеня[3].